# Komitat Bars
Komitat Bars (węg. Bars vármegye, łac. comitatus Barsiensis) – dawny komitat w północnej części Królestwa Węgier, w Górnych Węgrzech.
Komitat powstał w XI w. W okresie między 1663 a 1685 r. południowa część komitatu była okupowana przez Imperium Osmańskie i wchodziła w skład ejaletu Uyvar. Siedzibą władz komitatu do 1321 r. był zamek Bars, od którego komitat wziął swą nazwę, następnie zamek Léva, od 1580 r. Kistapolcsány, a od końca XVIII w. Aranyosmarót.
W okresie przed I wojną światową komitat dzielił się na pięć powiatów i trzy miasta.
Po traktacie w Trianon komitat znalazł się w granicach Czechosłowacji.
W wyniku pierwszego arbitrażu wiedeńskiego w 1938 r. południowa część komitatu powróciła do Węgier i została połączona z pozostałą częścią komitatu Hont w nowy komitat Bars és Hont ze stolicą w Léva. Po drugiej wojnie światowej przywrócono granicę z 1938 r.
Obecnie teren komitatu wchodzi w skład krajów nitrzańskiego bańskobystrzyckiego i częściowo trnawskiego na Słowacji
| Powiaty (járás)                             | Powiaty (járás)   |
| Powiat                                      | Siedziba władz    |
| ------------------------------------------- | ----------------- |
| Aranyosmarót                                | Aranyosmarót      |
| Garamszentkereszt                           | Garamszentkereszt |
| Léva                                        | Léva              |
| Oszlány                                     | Oszlány           |
| Verebély                                    | Verebély          |
| Miasta komitackie (rendezett tanácsú város) |                   |
| Körmöcbánya                                 |                   |
| Léva                                        |                   |
| Újbánya                                     |                   |